# 中本悠太
中本 悠太（なかもと ゆうた、1995年〈平成7年〉10月26日 - ）は、大韓民国で活動している日本人の歌手、俳優。男性アイドルグループNCTのメンバー。SMエンタテインメント所属。大阪府門真市出身。2016年7月、NCT 127でデビュー。韓国での活動名はユウタ。ニックネームは「たこ焼きプリンス」。2025年4月時点でInstagramのフォロワー数が日本人男性アーティスト1位（7月時点では884万人超）。

## 来歴

### 生い立ち・渡韓まで
1995年10月26日、大阪府門真市で生まれる。14歳のころ、テレビで見た東方神起に衝撃を受ける。母親が東方神起のファンであった。
2012年、日本で開催されたSMエンタテインメントのグローバルオーディションに合格する。オーディションに参加したのは東方神起に憧れをもったためである。ダンスも歌も経験がなかったが、直感を信じて韓国に行くことを思いたった。なお両親には内緒でオーディションに参加したため、韓国に行くと伝えた際には母親は驚き、父親は泣いたという。また、父親からは「行ってもいいけど、戻ってこない覚悟で行ってこいよ」と告げられた。
高校2年生だった16歳の夏にソウルで1ヶ月間の合宿に参加した。合宿から2ヶ月後、正式に単身渡韓しSMエンタテインメント初の日本人練習生となる。

### SMルーキーズとして（2013年 - 2015年）
2013年12月24日、SMエンタテインメントの公式SNSからSMルーキーズの練習生として公開された。
2014年8月15日、SMルーキーズとしてMnetで放送されたEXOの番組『EXO 90：2014』に出演。
2015年3月6日、SR15Bとして参加したダンス動画「BASSBOT」が公開された。
7月1日、JTBCのバラエティ番組『アブノーマル会談』の新メンバーとして出演することが発表された。
8月より、SMルーキーズの定期公演「SM ROOKIES SHOW」に出演。

### NCTとしてデビュー（2016年 - 2019年）
2016年2月14日、「SM ROOKIES SHOW」のタイ公演に出演。
7月2日午後1時、NCT 127のデビューメンバーとして公開された。
7月7日、所属ユニットNCT 127がMnet『M COUNTDOWN』で初ステージを迎え「Fire Truck」を披露し正式デビュー。
2017年11月4日、NCT 127が初の日本単独イベント「NCT 127 The Introduction “connect”」を開催。

#### 2018年

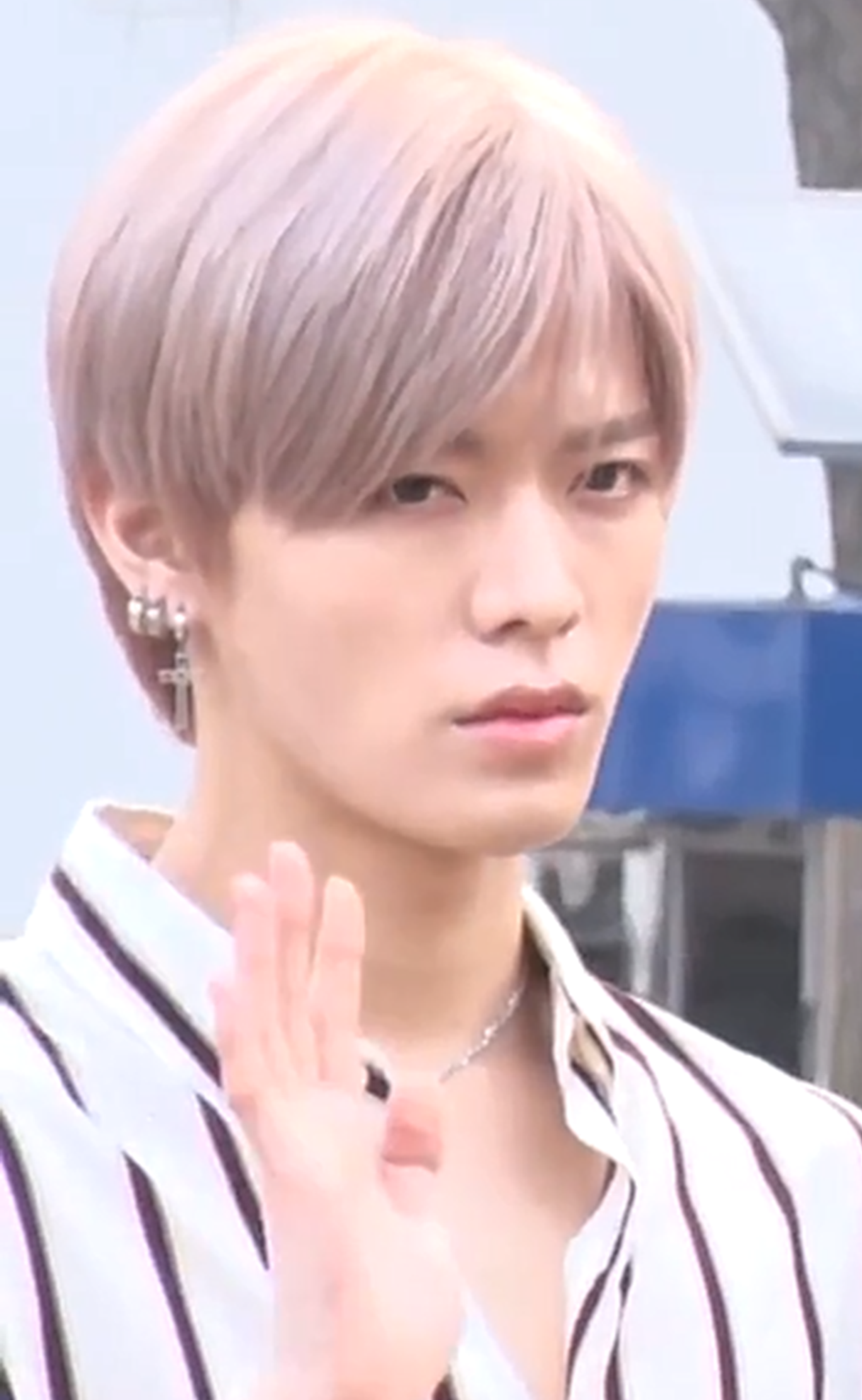
2018年

5月23日、NCT 127がミニアルバム『Chain』を発売し日本デビュー。
6月18日、出身地の大阪で発生した大阪府北部地震を受けてNCTの日本公式Twitterに被災者に向けた直筆の手紙を掲載した。
10月、全米デビュー。

#### 2019年
4月17日、NCT 127が日本1stフルアルバム『Awaken』を発売。
9月14日、MBC『アイドル陸上大会』でサッカーPK戦に出演。
12月18日、NCT 127のアリーナツアー「NCT 127 Arena Tour ‘NEO CITY : JAPAN - The Origin’」の初日が、生まれ育った大阪の長年の夢であったという大阪城ホールで開催された。

### Instagram開設・ラジオパーソナリティとして（2020年 - 2021年）

#### 2020年
3月4日、Instagramのアカウントを開設した。
10月19日、NCT Uとして参加した「From Home」のミュージックビデオが公開された。
11月27日、NCT Uとして参加した「Work It」のミュージックビデオが公開された。
12月4日より、InterFM897のラジオ番組『NCT 127 ユウタのYUTA at Home』のラジオパーソナリティを務めている。

#### 2021年
2月、Instagramのフォロワー数が日本人の男性タレントの中で1位となった。3月2日、Instagramのフォロワー数が500万人を突破した。
8月、『ニューズウィーク日本版』の特集「世界が尊敬する日本人100」に選出された。
同月発売の『Forbes JAPAN』（2022年10月号）の特集「30 UNDER 30 （日本発「世界を変える30歳未満」30人）」の筆頭格に選出され同号の表紙を飾った。
12月、ユウタ自身が作詞作曲、振り付けに参加した楽曲「Butterfly」を発表した。

### 俳優デビュー（2022年 - 2023年）

#### 2022年
9月9日公開の映画『HiGH&LOW THE WORST X』に須嵜亮役で出演した。

#### 2023年
4月、テレビ東京系ドラマ『クールドジ男子』にて一倉颯役でドラマ初出演を果たした。

### ソロデビュー（2024年 - ）

#### 2024年
9月24日、韓国コスメブランド「3CE」の日本アンバサダーに就任した。
10月5日より、日本5都市を回るショーケースツアー「YUTA Solo Debut Showcase Tour ～ HOPE ～」を開催した。
10月17日、ソロ写真集『今』を発売した。
11月13日、1stミニアルバム『Depth』をリリースし、日本ソロデビュー。
- 同作はリリース前にiTunesアルバムチャートでは日本、チリ、インドネシア、ロシアなど8か国で1位を獲得。リード曲「Off The Mask」は、iTunesソングチャートで11か国で1位となり、YouTubeの世界トレンドでは7位を記録した[40]。
- リリース後はオリコン週間デジタルアルバムランキングおよびオリコン週間ロックアルバムランキングでも1位となった[41]。
- 『Depth』は、日本語と英語で構成され、NCT127のメンバーとしての中本悠太がこれまでに見せてきたエネルギーと表現力を音楽的に描いた作品として、グラミー賞を主催するThe Recording Academyの公式メディア記事で紹介された[42]。

#### 2025年
5月14日、1stシングル「TWISTED PARADISE」をリリース。
- 同シングルはオリコンチャートのロックシングル部門で3週連続1位を獲得し、月間ランキングでも首位を獲得した[44]。
- iTunesアルバムチャートで8地域で1位を獲得し、さらに13地域でトップ5入りを果たすなど、国際的なチャートでも大きな成功を収めた[45]。

5月24日より、日本7都市でトークショーツアー「YUTA TALK SHOW 2025」を開催した。
7月5日、東京・国立代々木競技場第一体育館で開催された音楽フェス「The MusiQuest 2025」に出演し、フェス初登場でヘッドライナーを務めた。ステージでは日本のロックシーンを象徴するhydeと共演し、L'Arc〜en〜Cielの代表曲Honeyでコラボステージを披露した。
9月20日、日本最大の野外ロック・フェスティバル「ROCK IN JAPAN FESTIVAL 2025」に出演予定。
9月21日、滋賀県で開催される野外音楽フェス「イナズマロックフェス2025」に出演予定。
10月2日より、日本10都市で単独コンサートツアー「YUTA LIVE TOUR 2025」を開催予定。

## 人物
血液型はA型。さそり座。チャームポイントはヒーリングスマイル。
5歳から16歳までずっとサッカーをしていた。子供の頃の夢はプロのサッカー選手になることだった。子供の頃から活発なタイプで、友達と朝から晩まで走り回っていたという。
ダンスをやっていた姉と妹がいる。子供の頃、携帯電話がどうしても欲しかったらしく父親にサッカーの試合でハットトリックを試合で決めたら買って欲しいと頼み、見事に決めたため携帯電話を買ってもらえることになった。
沖縄の通信制高校を卒業した。

### 性格・ニックネーム
自身の性格を「感情的」だとした。よく笑いよく感動する性格で、映画を見るとよく泣いてしまう。
自身の好ましいところについては「自分の好きなこと、やりたいと思ったことを行動に移すところ」とした。
座右の銘は「幸せになろう」。
「たこ焼きプリンス」というあだ名があるが「Fire Truck」のプロモーション活動期間には、独特なヘアスタイルから「焼きそばプリンス」と呼ばれた。「ナユタ」というニックネームがある。「男の中の男（サンナムジャ）」というニックネームがある。
dTV『NCT 127 おしえてJAPAN!』で披露したダジャレ自己紹介は「ゆうた？ ゆうてない？ ゆうてない、ゆうた？」。
冗談が大好きで、よく小さな「嘘」をつきメンバーやスタッフを笑わせている。『ユニバの悠太　(とにかく通っていた）』『フラフープの悠太　(24時間回せる）』『水泳の悠太（10㎞余裕で泳いでいた）』『シャトルランの悠太』『仁王立ちの悠太』などなどの学生時代の様々な異名を自身のラジオにて公にしているがこれもまた本人のみぞ知る未確認事実である。

### 趣味・嗜好
趣味は登山、読書、漫画を読むこと、神社巡り。練習生のときにはソウルの全ての山に行ったという。「山の男」というあだ名がある。小説から心理学などの様々なジャンルの本を週1冊ほどのペースで読む。
リラックス方法は絵を描くこと、映画を見ること。好きな映画はアベンジャーズシリーズ。好きな映画のキャラクターは『幸せのちから』の男性主人公、スパイダーマン。
一番尊敬する人は父親。一番好きな動物は子犬で、ストレスが解消されるため。
目を開けたまま寝る。寝るときに枕は使わない。幽体離脱をしたことがある。
好きなお笑い芸人は千鳥。
特に好きな花はひまわり。
口癖は「いちばん」で何か話すたびにつける。自身の顔で好きなところは「目」。
帰国するとよく京都に行き、特に嵐山の街並みが好き。日本にいた頃には花博記念公園鶴見緑地（鶴見緑地公園）でよく遊んだという。

#### 食べ物
得意料理はチャーハン。韓国にある好きな日本のチェーン店は丸亀製麺で、よく頼むメニューはざるうどん。
好きな飲み物はアイスアメリカーノ。苦手な食べ物は椎茸。
健康管理のために、鶏のむね肉を食べることや、青汁や明治プロビオヨーグルトR-1を飲むことを意識している。

#### 音楽
一番好きな日本のラッパーはBAD HOP。
好きなアーティストは、back number、King Gnu、RIRI、カニエ・ウエスト、サム・スミス、ブルーノ・マーズ、ONE OK ROCK、hyde、MIYAVI、L'Arc〜en〜Ciel、玉置浩二。

#### ファッション
バケットハットや、ビーニーをよくかぶる。
自身のビジュアルに影響を与えた日本のテレビドラマには『ごくせん』や、『野ブタ。をプロデュース』がある。
ピアスが好きで、両耳やヘソにピアスホールを開けており、ファッションに合わせてネイルカラーを楽しむことにも関心が高い。
好きな香水はケンゾーの「フラワー バイ ケンゾー オーデトワレ」、ルイ・ヴィトン「イマジナシオン」。
左の脇腹から腰にかけて「蝶」のタトゥーがあり、「蝶のようにどんなに辛いことがあっても羽ばたきたい」という思いが込められている。
左腕の上部に「鎖」のタトゥー（南京錠に「Ⅰ Ⅱ Ⅶ」とデザイン）があり、「127として、韓国で活動していた時間を後悔したくない」という思いが込められている。

### 韓国語
ハングルを綺麗に書く。渡韓するまでの1か月は、韓国語がまったく分からなかったため、家のトイレの壁に韓国語をびっしり書いた紙を貼って独学で覚えた。入社後はレッスンの中で自然に韓国語を覚えた。初めのうちはスマホの通訳アプリで会話していたという。
ソウルに住んで10年ほど経ち、流ちょうな韓国語を話す現在では「頭の中で韓国語と日本語が喧嘩している状態」になっているという。

### ラジオ・ペット・交友関係
ラジオDJを務めている「NCT 127 ユウタのYUTA at Home」でリスナーは「悠民（ゆうたみ）」と呼ばれている。
ラプンツェルという名のトイプードルを飼っている。
韓国で活動する日本人の中では寺田拓哉、ユウト（PENTAGON）、髙田健太（JBJ95）らと親交がある。

## 作品

### NCT U
| 公開日 | 公開日   | タイトル              | 収録アルバム             | ミュージックビデオ | 備考                         |
| ------ | -------- | --------------------- | ------------------------ | ------------------ | ---------------------------- |
| 2018年 | 8月11日  | CELEB FIVE            | -                        | -                  | MBC「ショー 音楽中心」で披露 |
| 2020年 | 10月12日 | Dancing In The Rain   | NCT 2020:RESONANCE Pt. 1 | -                  |                              |
| 2020年 | 10月12日 | Faded In My Last Song | NCT 2020:RESONANCE Pt. 1 | -                  |                              |
| 2020年 | 10月12日 | From Home             | NCT 2020:RESONANCE Pt. 1 | From Home          |                              |
| 2020年 | 11月23日 | Raise the Roof        | NCT 2020:RESONANCE Pt. 2 | -                  |                              |
| 2020年 | 11月23日 | Work It               | NCT 2020:RESONANCE Pt. 2 | Work It            |                              |
| 2021年 | 12月14日 | OK!                   | Universe                 | -                  |                              |
| 2021年 | 12月14日 | Birthday Party        | Universe                 | -                  |                              |
| 2023年 | 8月28日  | Interlude: Oasis      | Golden Age               | -                  |                              |
| 2023年 | 8月28日  | The BAT               | Golden Age               | -                  |                              |
| 2023年 | 8月28日  | Alley Oop             | Golden Age               | -                  |                              |

### 劇中歌
- 「Wings」 - 映画『HiGH&LOW THE WORST X』（2022年）[83]

### カバー
- 東方神起「White」（2019年12月25日）[84]
- L'Arc～en～Ciel「Anemone」（2021年4月10日）[85]
- 清水翔太「冬が終わる前に」（2021年12月25日）[86]
- 椎名林檎「罪と罰」（2023年5月22日）[87]
- L'Arc～en～Ciel「HONEY」（2023年6月29日）[88]
- ブリング・ミー・ザ・ホライズン「Happy Song」（2023年8月5日）
- L'Arc～en～Ciel「Hurry Xmas」（2023年12月25日）[89]

## 出演

### 写真集
- 『今』（2024年）

### 映画
- HiGH&LOW THE WORST X（2022年9月9日、松竹）- 須嵜亮 役
- スペシャルズ（2026年公開〈予定〉、エイベックス・フィルムレーベルズ） - 桐生 役[90]

### テレビドラマ
- クールドジ男子（2023年4月15日 - 7月1日、テレビ東京）- 主演・一倉颯 役[91]

### テレビ・ネット番組
- Mnet『EXO 90：2014』
- JTBC『アブノーマル会談』（2015年7月6日 - 2015年12月28日） - レギュラー出演[92]
- 朝鮮放送『母親のいない空の下で』（2016年11月21日）[93]
- ソウル市観光ホームページ『Hot＆Young ソウル旅行』（2018年7月23日 - ）[94]
- MBN『訓マン正音』（2019年7月13日）[95]
- MBC『アイドル陸上大会』（2015年） - SHINeeのミンホの代役[96]
- MBC『アイドル陸上大会』（2016年 - 2019年）
- 日本テレビ『ゼロイチ』（2021年4月17日）[97]
- 日本テレビ『マツコ会議』（2022年7月30日）
- dTV『SHOW YOU Our Journey』（2022年8月5日 - 10月14日）
- 日本テレビ『MUSIC BLOOD』（2022年9月2日）
- テレビ東京『ヤギと大悟』（2023年4月7日）
- テレビ東京『有吉の世界同時中継 〜今、そっちってどうなってますか?〜』（2023年4月13日）
- テレビ東京『あのちゃんの電電電波♪』（2024年11月27日）
- 日本テレビ『バズリズム02』（2024年12月20日）
- フジテレビ『逃走中～大みそかSP』（2024年12月31日）[98]
- 日本テレビ『ダウンタウンDX』（2025年4月17日）
- テレビ朝日『M:ZINE』（2025年5月2日）[99]
- 日本テレビ『バズリズム0]』（2025年6月6日）
- テレビ朝日『ミュージックステーション 2時間SP』（2025年6月6日）[100]
- テレビ東京『超超音波』（2025年6月13日）

#### インタビュー・VTR
- フジテレビ『めざましテレビ』（2021年3月18日）[101]
- TBS『まるっと!サタデー』（2021年3月20日）[102]
- TBS『アッコにおまかせ!』（2021年3月21日）[102]
- 日本テレビ「ZIP!」（2021年4月9日）[103]
- 日本テレビ『スッキリ』（2022年8月19日）
- TBS『THE TIME,』（2024年11月14日）

### ラジオ番組
- InterFM897「NCT 127 ユウタのYUTA at Home」- ラジオパーソナリティ[29]

#### コメント出演・ゲスト出演
- TOKYO FM&JFN「Memories & Discoveries」（2021年1月27日）[104]
- LOVE FM「Top of the Morning」（2021年3月17日）[105]
- Kiss FM KOBE 「4 SEASONS」（2021年3月18日）[105]
- FM yokohama「Radio HITS Radio」（2021年3月20日）[105]
- FM大阪「LOVE FLAP」（2021年3月22日）[105]
- FM福岡「Ultra Radio Connection ～DIG!!!!!!!! FUKUOKA～」（2021年3月23日）[105]
- FM yokohama「E★K Radio～Watch Out! Radio」（2021年3月31日）[105]
- InterFM897「MUSIClock」（2021年6月28日-7月1日）[106]
- InterFM897『COROLLA CROSS presents「101 imaginative RADIO」』（2021年11月3日）[107]
- FM802「HOLIDAY SPECIAL ECC presents MY DREAM SPECIAL」（2022年2月23日）
- TOKYO FM「IDOL CHAMP presents POP-K TOP10 Friday」（2023年5月19日）
- J-WAVE「J-WAVE HOLIDAY SPECIAL SPLASH ASIAN-WAVE」（2023年9月18日）[108]
- InterFM「NCT 127: The Lost Boys supported by Disney+」（2023年9月18日）[109]
- J-WAVE「Amazon Music MILLION BILLION」（2024年4月13日）[110]
- TOKYO FM「THE TRAD」（2024年11月18日）[111]

### WEBムービー
- 『VOGUE JAPAN』YouTubeチャンネル「NCT 127のYUTAが、トム フォード ネロリ・ポルトフィーノの香りで旅をする」（2021年）[112]

### 雑誌掲載（単独）
- 『MEN'S NON-NO』4月号 (2019年)
- 『ぴあMUSIC COMPLEX（PMC）Vol.20』（2021年）[113]
- 『GINGER』7月号（2021年）[114]
- 『別冊カドカワScene』 - L’Arc〜en〜Ciel結成30周年特別企画インタビュー「私とラルク」[注釈 3]（2021年6月）[115]
- 『GQ JAPAN』11月号（2021年） - 表紙[116]
- 『Numéro TOKYO』4月号特装版（2022年） - 表紙[117]
- 『AREA』9月12日号（2022年） - 表紙
- 『Forbes JAPAN』10月号（2022年） - 表紙[118]
- 『HIGHSNOBIETY JAPAN ISSUE 09+』（2022年） - 特別小冊子[119]
- 『ELLE JAPON』12月号（2022年）- 特別版表紙[120]
- 『CUT』4月号（2023年）- 表紙[121]
- 『awesome!』vol.58（2023年）[122]
- 『GQ JAPAN』6月号（2023年）[123]
- 『an・an』2349号（2023年） - 表紙[124]
- 『Safari』（2023年） - 10月号小冊子[125]
- 『commons&sense man』 ISSUE36（2024年） - SPECIAL EDITION表紙
- 『ELLE JAPON』8月号（2024年）

### スペシャルステージ
- 神話「Hey, Come On!」 - 『SBS歌謡大祭典』（2017年12月25日、テヨン、ドヨンと）[126]

## 広告

### アンバサダー
- 「3CE」（コスメブランド）[36]

## イベント
| 年   | イベント名                                                                                                 | 開催日   | 開催場所                           | 参考    |
| ---- | --- | -------- | ---------------------------------- | ------- |
| 2017 | 10th Anniversary KMF2017 MC                                                                                | 9月24日  | 横浜アリーナ                       | [ 12 ]  |
| 2021 | 東方神起のオンラインファンクラブイベント「Bigeast FANCLUB EVENT 2021 TOHOSHINKI The GARDEN ～Online～」 MC | 11月14日 | オンライン開催                     | [ 127 ] |
| 2022 | LOUIS VUITTON×YAYOI KUSAMA                                                                                 | 11月29日 | 日本・東京                         | [ 128 ] |
| 2023 | 「ルイ・ヴィトン」プレフォールファッションショー                                                           | 4月29日  | ソウル・漢江潜水橋                 | [ 129 ] |
| 2023 | 「ルイ・ヴィトン」2024春夏メンズ・コレクションランウェイショー                                             | 6月20日  | フランス・パリ                     | [ 130 ] |
| 2024 | 「ルイ・ヴィトン」2024春夏メンズ・ポップアップストアオープニング・イベント                                 | 1月9日   | 東京・渋谷                         | [ 131 ] |
| 2024 | 「ルイ・ヴィトン」2025春夏メンズ・コレクションファッションショー                                           | 6月19日  | フランス・パリ                     | [ 132 ] |
| 2025 | The MusiQuest                                                                                              | 7月5日   | 東京・国立代々木競技場・第一体育館 | [ 133 ] |
| 2025 | 「オリックス・バファローズ対埼玉西武ライオンズ戦」始球式                                                   | 6月1日   | ほっともっとフィールド神戸         | [ 134 ] |
| 2025 | 「ルイ・ヴィトン」2026春夏メンズ・コレクションファッションショー                                           | 6月24日  | フランス・パリ                     | [ 135 ] |
| 2025 | 「ルイ・ヴィトン ビジョナリー・ジャーニー展」フォトコールイベント                                          | 7月14日  | 大阪中之島美術館                   | [ 136 ] |
| 2025 | Super EXPO Rockin’ Night -Exclusive Session MIYAVI＆YUTA（NCT）-                                           | 9月4日   | EXPOアリーナ「Matsuri」            | [ 137 ] |
| 2025 | ROCK IN JAPAN FESTIVAL 2025                                                                                | 9月20日  | 千葉市蘇我スポーツ公園             | [ 47 ]  |
| 2025 | イナズマロックフェス                                                                                       | 9月21日  | 滋賀・烏丸半島芝生広場             | [ 138 ] |

## 受賞歴
- ニューズウィーク日本版「世界が尊敬する日本人100」（2021年）[32]
- WHO WORE BEST「ベストドレッサー賞2021」 - 日本部門1位（2021年）[139]
- ニューズウィーク日本版「世界に挑戦する日本人20」（2022年）
- Forbes JAPAN「Forbes JAPAN 30 UNDER 30 2022」 - 日本発「世界を変える30歳未満」30人（2022年）[140]